# Linda Chien
Linda Chien (n. Taipéi, Taiwán) es una actriz y presentadora taiwanesa de cine y televisión

## Biografía
Linda Chien nació y creció en Taiwán. Se unió al equipo nacional de gimnasia. Participó en series de televisión en Taiwán. Se mudó a Australia en 2014 para trabajar en la actuación, apareció en la película Goldstone de Ivan Sen, que se estrenó en el Sydney Film Festival 2016. También apareció en la película del Monsterverse, Godzilla vs. Kong, en 2021.

## Filmografía
- Griffith Commercial Extra (2009)
- Movie World Fright Night Performer (2014)[3]
- Video musical Funky Groovy Disco Extra
- Video musical (2015) 'Let Me Down Easy'
- Goldstone (2016) - Chica del rancho
- Pacific Rim: Uprising (2018) - Ciudadana de Tokio
- Harrow (2018-2019) - Policía / Forense
- Godzilla vs. Kong (2021) - Sobreviviente de Hong Kong[1]